# Hyphydrus toraja
Hyphydrus toraja är en skalbaggsart som beskrevs av Stastný 2007. Hyphydrus toraja ingår i släktet Hyphydrus och familjen dykare. Inga underarter finns listade i Catalogue of Life.